# Snafu Lake (Yukon)
Der Snafu Lake ist ein 4,75 km² großer See, der sich 108 km südsüdöstlich von Whitehorse im kanadischen Yukon-Territorium befindet. Der See befindet sich in den Stammesgebieten der Teslin Tlingit und der Carcross/Tagish First Nation. „Snafu“ ist ein aus dem Zweiten Weltkrieg stammendes militärisches Akronym für „Situation Normal – All ‘Fouled’ Up“ (auf Deutsch in etwa: „Situation normal – alles ‚vermasselt‘“). 

## Lage
Der Snafu Lake ist sehr abgelegen und schwierig zu erreichen. Der langgestreckte 878 m hoch gelegene See hat eine Längsausdehnung in SSW-NNO-Richtung von 8 km sowie eine maximale Breite von 830 m. Der Snafu Lake ist bis zu 35 m tief. Die mittlere Wassertiefe beträgt 14,7 m. Der Snafu Creek entwässert den See an dessen südwestlichen Ende zum Lubbock River. Am Unterlauf des Flusses befinden sich zwei Seen, die als „Snafu Lakes“ (inoffizieller Name) bezeichnet werden.

## Seefauna
Untersuchungen im Jahr 2018 ergaben, dass sich im See ein kleinerer, jedoch gesunder Bestand des Amerikanischen Seesaiblings befindet. Die Population der Heringsmaräne ist groß, besteht jedoch aus kleinwüchsigen Exemplaren.